# Фрагозо, Антонио Марсолино
Анто́нио Марсолино Фрагозо (порт.-браз. António Marcolino Fragoso) — бразильский футболист, нападающий.

## Карьера
Антонио Фрагозо начал карьеру в клубе «Нову-Амбургу». Оттуда он перешёл в клуб «Бразил», где играл с 1921 по 1925 год. В 1926 году Фрагозо перешёл в стан «Фламенго», где дебютировал в матче с «Америкой» (2:2) 14 марта. 28 марта он забил первый мяч за клуб, поразив ворота «Сирио и Либанес» (1:0). Всего в первом сезоне за клуб он забил 23 гола в 24 матчах, из них 19 голов он забил в Лиге Кариоке, где занял 3 место в списке лучших бомбардиров. Годом позже он забил 20 голов в 25 матчах, из которых 13 голов в Лиге Кариоке. Затем его статистика ухудшилась: 7 голов в 20 матчах в 1928 году и 12 голов в 19 матчах в 1929. В 1930 году Фрагозо перешёл в «Америку», где выступал до ноября, забив 8 голов. В 1931 году он возвратился во «Фламенго», но не играл за первую команду. В 1932 году футболист перешёл в стан «Сан-Паулу». В 1933 году он в третий раз перешёл во «Фламенго», за которую сыграл 3 матча. Последнюю встречу за клуб Фрагозо провёл 8 октября 1933 года с «Комерсиал» (4:4), где забил один из мячей.

## Достижения
- Чемпион Лиги Кариоки: 1927